# دوزنده بهاری
دوزنده بهاری (نام علمی: Basiaeschna janata) نام یک گونه از تیره دوزندگان است.